# Gabriel Company Bauzà
Gabriel Company Bauzà (Sant Joan, 16 de maig de 1930) és un ciclista mallorquí, ja retirat, que fou professional entre 1954 i 1962. En el seu palmarès destaquen dues victòries d'etapa de la Volta a Espanya, el 1955 i 1961, la Volta a Andalusia de 1958 i dues etapes de la Volta a Catalunya. El 1962 es retirà del ciclisme per una greu caiguda que patí durant la disputa del Giro d'Itàlia.
El gener de 2022 l'Ajuntament de Sant Joan va decidir canviar el nom del poliesportiu municipal i posar-li en nom "Poliesportiu municipal Gual, Company, Karmany" en record als ciclistes Miquel Gual Bauzà, Gabriel Company Bauzà i Antoni Karmany Mestres.

## Palmarés
- 1954
  - 1r al G.P. de Martorell
- 1955
  - 1r al Trofeu Masferrer
  - 1r al Circuito Montañés
  - 1r al Trofeu Borràs
  - 1r al Trofeu de l'Esprint
  - Vencedor d'una etapa de la Volta a Espanya
  - Vencedor d'una etapa de la Volta a Catalunya
  - Vencedor d'una etapa de la Bicicleta Eibarresa
- 1956
  - 1r de la Clàssica de los Puertos
  - 1r al Trofeu Borràs
- 1957
  - Vencedor d'una etapa de la Volta a Catalunya
  - Vencedor d'una etapa de la Volta a Andalusia
  - 1r al G.P. de Sabadell
  - 1r a València
- 1958
  - 1r a la Volta a Andalusia
- 1959
  - 1r al Trofeu Masferrer
- 1960
  - Vencedor d'una etapa de la Volta a Andalusia
- 1961
  - Vencedor d'una etapa de la Volta a Espanya

### Resultats a la Volta a Espanya
- 1955. 6è de la classificació general. Vencedor d'una etapa
- 1958. 24è de la classificació general
- 1959. 23è de la classificació general
- 1961. 28è de la classificació general. Vencedor d'una etapa
- 1962. 45è de la classificació general

### Resultats al Tour de França
- 1955. 57è de la classificació general

### Resultats al Giro d'Itàlia
- 1957. 31è de la classificació general
- 1961. 43è de la classificació general
- 1962. Abandona